# Barwa purpurowa

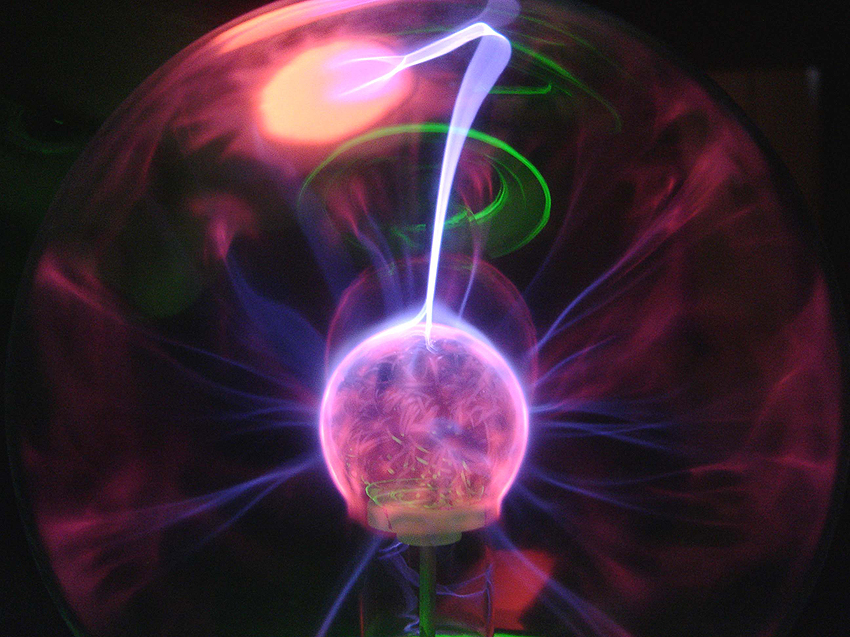
Kula plazmowa koloru purpurowego

Barwa purpurowa (purpura; z łac. purpura, z gr. πορφύρα porfyra) – barwa o zakresie od intensywnie czerwonego do fioletu, także w głębokich odcieniach zbliżonych do barwy śliwki czy do koloru granatowego. Nazwa barwy wzięła się od purpury, czyli barwnika ciemnoczerwonego, używanego do barwienia tkanin.

## Historyczne odmiany barw purpurowych

### Purpuratyryjska
Kolor barwnika otrzymywanego z mięczaków śródziemnomorskich.

## Inne odmiany barw purpurowych

### Psychodeliczna purpura
Pigment czystej purpury stworzono w późnych latach 1960, mieszając fluorescencyjną magentę z fluorescencyjnym niebieskim i tworząc fluorescencyjny purpurowy, wykorzystywany w psychodelicznych obrazach  fluorescencyjnych. Odcień purpury był jednym z bardziej popularnych wśród hippisów i był ulubionym kolorem Jimiego Hendriksa, przez co nazwany został psychodeliczną purpurą. Odcień ten jest bliższy magencie niż purpura elektryczna.
W latach 80., po wschodniej stronie Central Avenue w San Francisco, w typowym domu wiktoriańskim, powstało Muzeum Jimiego Hendriksa, pomalowane właśnie na ten kolor.

## Historia i symbolika
Purpura od zawsze kojarzyła się z władzą, bogactwem, uduchowieniem i szlachetnością, ponieważ w dawnych czasach uzyskanie tego koloru wymagało bardzo rzadkich i drogich barwników. Siłą rzeczy, przedmioty w tym kolorze były bardzo drogie. Purpura była bardzo cennym barwnikiem naturalnym, uzyskiwanym z niektórych gatunków małży. Używano jej w starożytności, a później w średniowieczu, do farbowania płaszczy osób piastujących wysokie stanowiska. W religii purpura symbolizuje mękę Chrystusa (w Ewangelii żołnierze narzucają na ramiona Chrystusa płaszcz tego koloru); w imperialnej Anglii była jedynym kolorem, którym w czasie żałoby można było dopełnić odcienie szarego i czarnego, przez co aż do początku XIX wieku była uważana za kolor ponury.

## Purpura a fiolet – nieporozumienia językowe
W języku polskim na barwę purpurową najczęściej stosuje się określenie fiolet.
W plastyce, w addytywnym mieszaniu kolorów, fiolet jest barwą pochodną, mieszaniną czerwonego i niebieskiego. Purpura nie jest wymieniana wśród barw tęczy. Natomiast fiolet to raczej nazwa koloru odpowiadającego najkrótszym falom światła widzialnego, trudny do określenia za pomocą modelu RGB. Czasami przyjmuje się, że oba określenia służą na określenie mieszaniny niebieskiego i czerwonego, gdzie fioletowy oznacza barwę nieco chłodniejszą (bliżej niebieskiego), natomiast purpura jest cieplejsza (bliżej czerwonego). W niektórych językach, słowa purpura i fiolet są synonimami.